# Wladimir Andrejewitsch Tarassenko
Wladimir Andrejewitsch Tarassenko (russisch Владимир Андреевич Тарасенко; englische Transkription: Vladimir Andreyevich Tarasenko; * 13. Dezember 1991 in Jaroslawl, Russische SFSR) ist ein russischer Eishockeyspieler, der seit Juni 2025 bei den Minnesota Wild in der National Hockey League (NHL) unter Vertrag steht. Mit den Florida Panthers gewann er in den Playoffs 2024 seinen zweiten Stanley Cup. Zuvor verbrachte der rechte Flügelstürmer zehn Jahre bei den St. Louis Blues, die ihn im NHL Entry Draft 2010 an 16. Position ausgewählt hatten und mit denen er in den Playoffs 2019 ebenfalls den Stanley Cup errang. Zudem spielte er jeweils kurzzeitig für die New York Rangers, die Ottawa Senators und die Detroit Red Wings. Sein Vater Andrei war ebenfalls professioneller Eishockeyspieler.

## Karriere

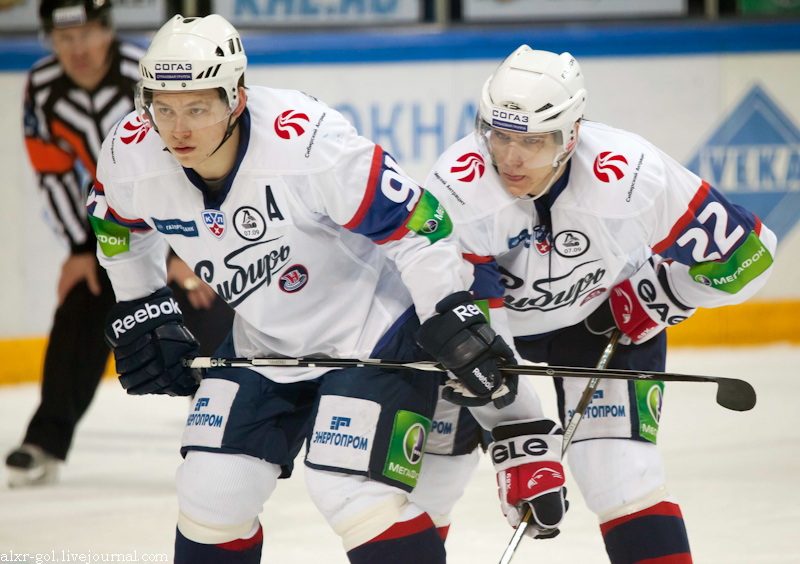
Wladimir Tarassenko (li.) und Nikita Saizew (2011)

Wladimir Tarassenko begann seine Karriere als Eishockeyspieler in seiner Heimatstadt in der Nachwuchsabteilung des HK Sibir Nowosibirsk, für dessen zweite Mannschaft er in der Saison 2007/08 in der Perwaja Liga, der dritten russischen Spielklasse, aktiv war. Anschließend gab der Angreifer in der Saison 2008/09 sein Debüt für die Profimannschaft des HK Sibir Nowosibirsk in der neu gegründeten Kontinentalen Hockey-Liga. Dabei gelangen ihm in seinem Rookiejahr in 38 Spielen zehn Scorerpunkte. In der folgenden Spielzeit konnte sich der russische Junioren-Nationalspieler deutlich steigern und erzielte in 42 Spielen 24 Scorerpunkte, davon 13 Tore. Daraufhin wurde er im NHL Entry Draft 2010 in der ersten Runde als insgesamt 16. Spieler von den St. Louis Blues ausgewählt.
Im Januar 2012 wurde er vom Ligakonkurrenten SKA Sankt Petersburg im Tausch gegen Wjatscheslaw Soloduchin verpflichtet. Im Juni 2012 einigte er sich mit den St. Louis Blues auf einen NHL-Einstiegsvertrag mit einer Laufzeit von drei Jahren. Der Durchbruch in St. Louis gelang ihm in der Saison 2014/15, als er in der regulären Saison mit 73 Punkten aus 77 Spielen Topscorer seines Teams wurde. Diese Leistungen wurden mit einem neuen Vertrag über acht Jahre Laufzeit belohnt, der Tarassenko insgesamt 60 Millionen US-Dollar einbringen sollte und damit der teuerste Vertrag in der Club-Geschichte war.
Mit den Blues gewann Tarassenko in den Playoffs 2019 den Stanley Cup. Von der Folgesaison 2019/20 verpasste er jedoch große Teile aufgrund einer Schulterverletzung. In der Spielzeit 2021/22 verzeichnete er mit 82 Punkten aus 75 Partien seinen bisherigen Karriere-Bestwert und erreichte zudem erstmals einen Punkteschnitt von über 1,0 pro Spiel. In der folgenden Saison 2022/23 ging er in das letzte Jahr seines aktuellen Vertrages, sodass ihn die Blues kurz vor der Trade Deadline im Februar 2023 an die New York Rangers abgaben. Dabei übernahmen sie weiterhin die Hälfte seines Gehalts und schickten zudem Niko Mikkola nach New York. Im Gegenzug erhielt St. Louis Samuel Blais, Hunter Skinner, ein konditionales Erstrunden-Wahlrecht im NHL Entry Draft 2023 sowie ein konditionales Viertrunden-Wahlrecht im NHL Entry Draft 2024. Die Blues sollen dabei das niedrigere von aktuell zwei Erstrunden-Wahlrechten im Besitz der Rangers erhalten, während sich das Viertrunden- zu einem Drittrunden-Wahlrecht verbessert, falls die Rangers die Playoffs 2023 erreichen; dies erfüllte sich. In New York beendete Tarassenko die Saison 2022/23 und wechselte anschließend im Juli 2023 als Free Agent zu den Ottawa Senators, wo er vorerst einen Einjahresvertrag unterzeichnete. Diesen erfüllte er jedoch nicht in Ottawa, da er im März 2024 an die Florida Panthers abgegeben wurde. Im Gegenzug erhielten die Senators ein Drittrunden-Wahlrecht für den NHL Entry Draft 2025 sowie ein konditionales Viertrunden-Wahlrecht für den NHL Entry Draft 2024. Dabei übernahm Ottawa weiterhin die Hälfte seines Gehaltes. In den folgenden Playoffs 2024 zog er mit dem Team erneut ins Finale ein und errang mit einem 4:3-Erfolg über die Edmonton Oilers auch den ersten Stanley Cup der Franchise-Geschichte, seinen zweiten nach 2019.
Anfang Juli 2024 wechselte Tarassenko als Free Agent zu den Detroit Red Wings, wo er einen mit 4,75 Millionen US-Dollar dotierten Zweijahresvertrag unterzeichnete. Nach einem wenig überzeugenden Jahr dort wurde er bereits im Juni 2025 ohne weitere Gegenleistung (future considerations) an die Minnesota Wild abgegeben.

### International

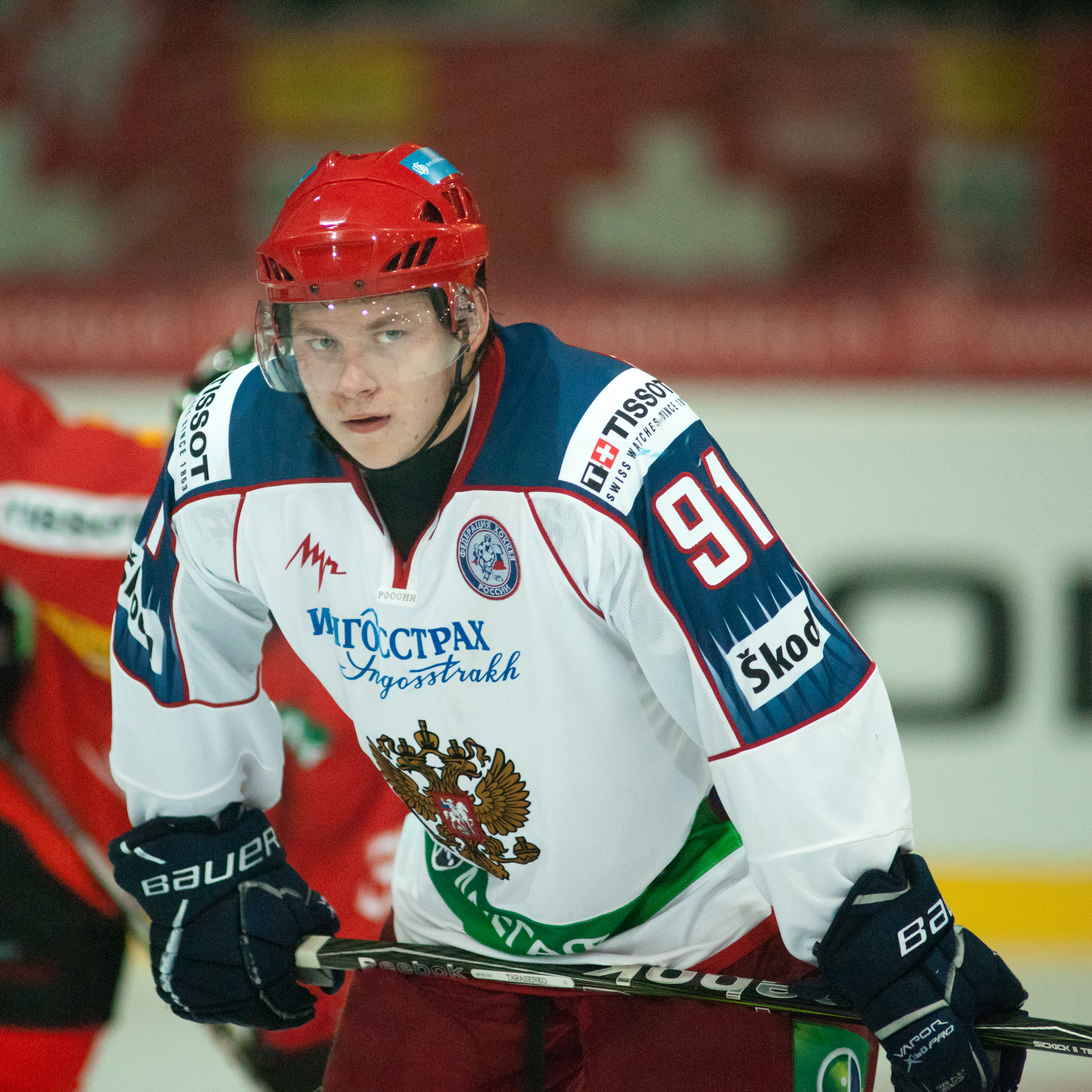
Wladimir Tarassenko im Nationaltrikot (2011)

Für Russland nahm Tarassenko an der U18-Junioren-Weltmeisterschaft 2009 sowie den Eishockey-Weltmeisterschaften der U20-Junioren in den Jahren 2010 und 2011 teil. Mit der U18-Nationalmannschaft wurde er 2009 Vizeweltmeister und mit der U20 im Jahr 2011 Weltmeister. Aufgrund von 15 Scorerpunkten in sieben Spielen wurde er zudem in das All-Star-Team der U18-WM gewählt. Für die Seniorenauswahl Russlands nahm Tarassenko unter anderem an der Weltmeisterschaft 2011 teil.
Bei den Olympischen Winterspielen 2014 in Sotschi belegte er mit der Sbornaja den fünften Platz, während er bei der  Weltmeisterschaft 2015 mit dieser die Silbermedaille gewann. Zu diesem Erfolg trug Tarassenko 3 Tore und 4 Vorlagen bei.
Zudem vertrat er sein Heimatland beim World Cup of Hockey 2016.

## Erfolge und Auszeichnungen
| - 2011 KHL-Stürmer des Monats Oktober - 2012 Teilnahme am KHL All-Star Game - 2012 KHL-Stürmer des Monats März - 2013 NHL-Rookie des Monats Januar - 2015 Teilnahme am NHL All-Star Game - 2015 NHL Second All-Star Team | - 2016 Teilnahme am NHL All-Star Game - 2016 NHL Second All-Star Team - 2017 Teilnahme am NHL All-Star Game - 2019 Stanley-Cup-Gewinn mit den St. Louis Blues - 2023 Teilnahme am NHL All-Star Game - 2024 Stanley-Cup-Gewinn mit den Florida Panthers |

### International
- 2009 Silbermedaille bei der U18-Junioren-Weltmeisterschaft
- 2009 All-Star-Team der U18-Junioren-Weltmeisterschaft
- 2011 Goldmedaille bei der U20-Junioren-Weltmeisterschaft
- 2015 Silbermedaille bei der Weltmeisterschaft

## Karrierestatistik
Stand: Ende der Saison 2024/25

### International
Vertrat Russland bei:
| - U18-Junioren-Weltmeisterschaft 2009 - U20-Junioren-Weltmeisterschaft 2010 - U20-Junioren-Weltmeisterschaft 2011 - Weltmeisterschaft 2011 | - Olympischen Winterspielen 2014 - Weltmeisterschaft 2015 - World Cup of Hockey 2016 - Weltmeisterschaft 2021 |

(Legende zur Spielerstatistik: Sp oder GP = absolvierte Spiele; T oder G = erzielte Tore; V oder A = erzielte Assists; Pkt oder Pts = erzielte Scorerpunkte; SM oder PIM = erhaltene Strafminuten; +/− = Plus/Minus-Bilanz; PP = erzielte Überzahltore; SH = erzielte Unterzahltore; GW = erzielte Siegtore; 1 Play-downs/Relegation; Kursiv: Statistik nicht vollständig)